# Школа морских специалистов Войск охраны пограничья
Школа морских специалистов Войск охраны пограничья (пол. Szkoła Specjalistów Morskich Wojsk Ochrony Pogranicza, сокращённо SSM WOP) — образовательное учреждение в Польше, занимавшееся подготовкой будущих офицеров морских подразделений Войск охраны пограничья. Существовала в 1950—1967 годах.

## История
Приказом Министерства государственной безопасности № 043/org. от 3 июня 1950 года в Новом-Порте Гданьска была образована Школа морских специалистов Войск охраны пограничья, штатная численность составляла 470 человек. Школа занималась подготовкой офицеров морских подразделений ВОП. По данным на 1 ноября 1954 года, в соответствии со штатом «W» № 0348/12 личный состав школы насчитывал 94 солдата, в соответствии со штатом «P» № 348/9 — 325 солдат. В 1961 году школе присвоен позывной «Волна» (пол. Fala).
Школа была расформирована в соответствии с приказом начальника Генерального штаба Войска польского № 0150/Org. от 1 июня 1967 года. Нехватку кадров в рядах ВОП обязались пополнить ВМС Польши.

## Знамя школы
С 1953 года школа начала сотрудничество с детьми шахтёров шахты «Челядь» (пол. Czeladź), проживавшими в летнем лагере в Гданьске-Бжезьне. Взаимные визиты делегаций по случаю государственных и военных праздников, а также в честь шахтёрского праздника Барбурка положили начало сбору средств на знамя для школы.
В 1964 году каменноугольная шахта «Челядь» и представители властей Бендзинского повята собрали необходимые деньги, и 22 марта 1964 года в Гданьске было торжественно представлено знамя Школы морских специалистов. Церемония вручения состоялась на улице Долгой, в дни празднования 19-летия со дня освобождения города от немецко-фашистских захватчиков. Знамя принял начальник школы, командир-поручик Казимеж Комага. На знамени была надпись «Коллектив каменноугольной шахты Челядь и представители общественности Бендзинского повята — 27 III 1964» (пол. Załoga Kopalni Węgla Kamiennego Czeladź i społeczeństwo powiatu będzińskiego – 27 III 1964).
В 1967 году знамя школы было передано варшавскому Музею Войска польского.

## Начальники
- поручик Влодзимеж Вуйцик — до 7 июля 1951
- капитан Александр Минкевич — до 15 июня 1952
- поручик Феликс Кравчик — до 3 октября 1953
- командир-подпоручик Мечислав Глусик — до 1 октября 1958
- командир-поручик Казимеж Корнага — до расформирования